# Casa de Contratación
Casa de Contratación respektive Casa y Audiencia de Indias (česky možno přeložit jako Dům obchodu nebo Kontratační dům) byl španělský imperiální úřad pro podporu a regulaci obchodu a mořeplavby s Novým světem (respektive španělskou Amerikou). Úřad byl založen v roce 1503, sídlil ve městě Sevilla (do roku 1717) a organizoval obchodní aktivity se španělskou Amerikou na principu udělování monopolů (asiento). Zanikl v roce 1790.
V prvních letech své existence byla úřad Casy v podstatě hlavním správně-obchodním úřadem španělské koruny. Většinu správních a politických i soudních pravomoci převzala od roku 1524 Rada pro Indie. Casa se poté orientovala především na organizování a regulaci obchodních aktivit a zájmů Koruny. Od roku 1543 Casa úzce spolupracovala s kupeckou radou, čili Consulado de Mercaderes, která byla organizována na principu cechu a starala se především o kontrolu nad zbožím odváženým do španělské Ameriky.
Součástí tohoto monopolu bylo také pravidlo, že přístav Sevilla (s výjimkou let 1535-1556, kdy to byl i přístav Cádiz) se stal jediným přístavem ve Španělsku odkud mohly odplout lodě do Ameriky. Na veškeré drahé kovy dovezené do Španělska Casa uvalovala 20% daň (quinto real neboli královská pětina).
Úřad měl několik významných funkcionářů. Byl to prezident (od roku 1557) a dále tři další významní úředníci stojící v čele celých oddělení: účetní (contador), faktor (faktor) a pokladník (tesorero). Vedle nich zde působil také hlavní lodivod (piloto jefe), od něhož závisela organizace zeměpisných objevů, koncipování map a vydávání námořních koncesí. Kromě toho měl úřad také úřad kronikáře, který zachycoval oficiální historii španělské Ameriky. Na konci 16. století byl při úřadě také zřízen trestní tribunál, který se zabýval případy jednání v rozporu s královským monopolem a dalšími pravidly v kompetenci Casy.
Od konce 17. století úřad ztrácel svůj vliv a význam. Bourbonské reformy pravomoci úřadu zredukovaly a sídlo Casy bylo přemístěno ze Sevilly do Cádizu v roce 1717. Nakonec byl úřad zcela zrušen v roce 1790.